# Anoushka (album d'Anoushka Shankar)
Albums de Anoushka Shankar
Anourag
(2000)
Anoushka est le premier album de la sitariste indienne d'Anoushka Shankar, sorti le 23 octobre 1998.

## Liste des titres
| 1.    | Bairagi                   | Ravi Shankar | 20:17 |
| 2.    | Tilak Shyam               | Ravi Shankar | 10:38 |
| 3.    | Kirwani                   | Ravi Shankar | 8:49  |
| 4.    | Charukeshi                | Ravi Shankar | 7:33  |
| 5.    | First Love (Pratham Prem) | Ravi Shankar | 12:43 |
| 59:49 |                           |              |       |